# Cambrai East Military Cemetery
Pour un article plus général, voir Sites funéraires et mémoriels de la Première Guerre mondiale (Front Ouest).
Cambrai East Military Cemetery est un cimetière militaire de la Première Guerre mondiale situé sur le territoire de la commune de Cambrai dans le département du Nord.

## Historique
La ville de Cambrai fut occupée par les forces allemandes le 26 août 1914 et resta entre leurs mains jusqu'au 9 octobre 1918. La bataille de Cambrai du 20 novembre au 3 décembre 1917 laissa la ligne alliée encore à huit kilomètres de la ville du côté sud-ouest, et l'offensive allemande de mars 1918 la conduisit loin à l'ouest, mais la seconde bataille de Cambrai en 1918 , la dernière des batailles de la ligne Hindenburg, livra la ville entre les mains des forces du Commonwealth. Deux postes de secours ont été installés en ville, les 30 octobre 1918 et 22 novembre 1918.

## Caractéristique
Le cimetière militaire de Cambrai-Est a été construit par les Allemands pendant leur occupation et a été aménagé avec le plus grand soin, avec des monuments érigés à la mémoire des morts français, du Commonwealth et des Allemands. Il se compose de deux cimetières distincts: un carré de 64 tombes délimité par une haie avec un monument central situé dans le cimetière allemand et un second cimetière de 438 tombes situé au nord-ouest du cimetière allemand. Parmi les 502 soldats inhumés dans ces deux cimetières, 26 ne sont pas identifiés.

## Galerie

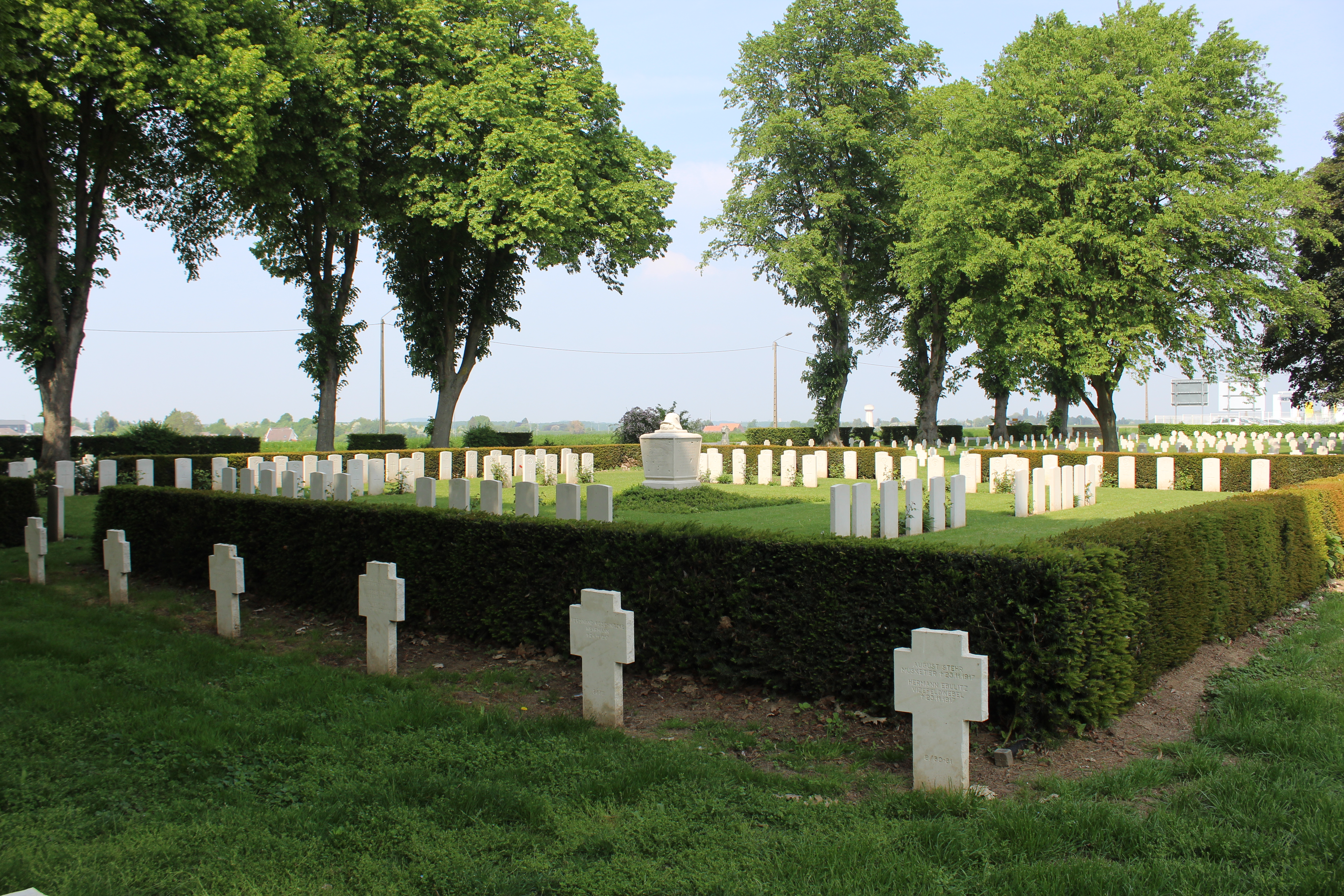
Carré de 64 tombes entouré d'une haie situé dans le cimetière allemand.
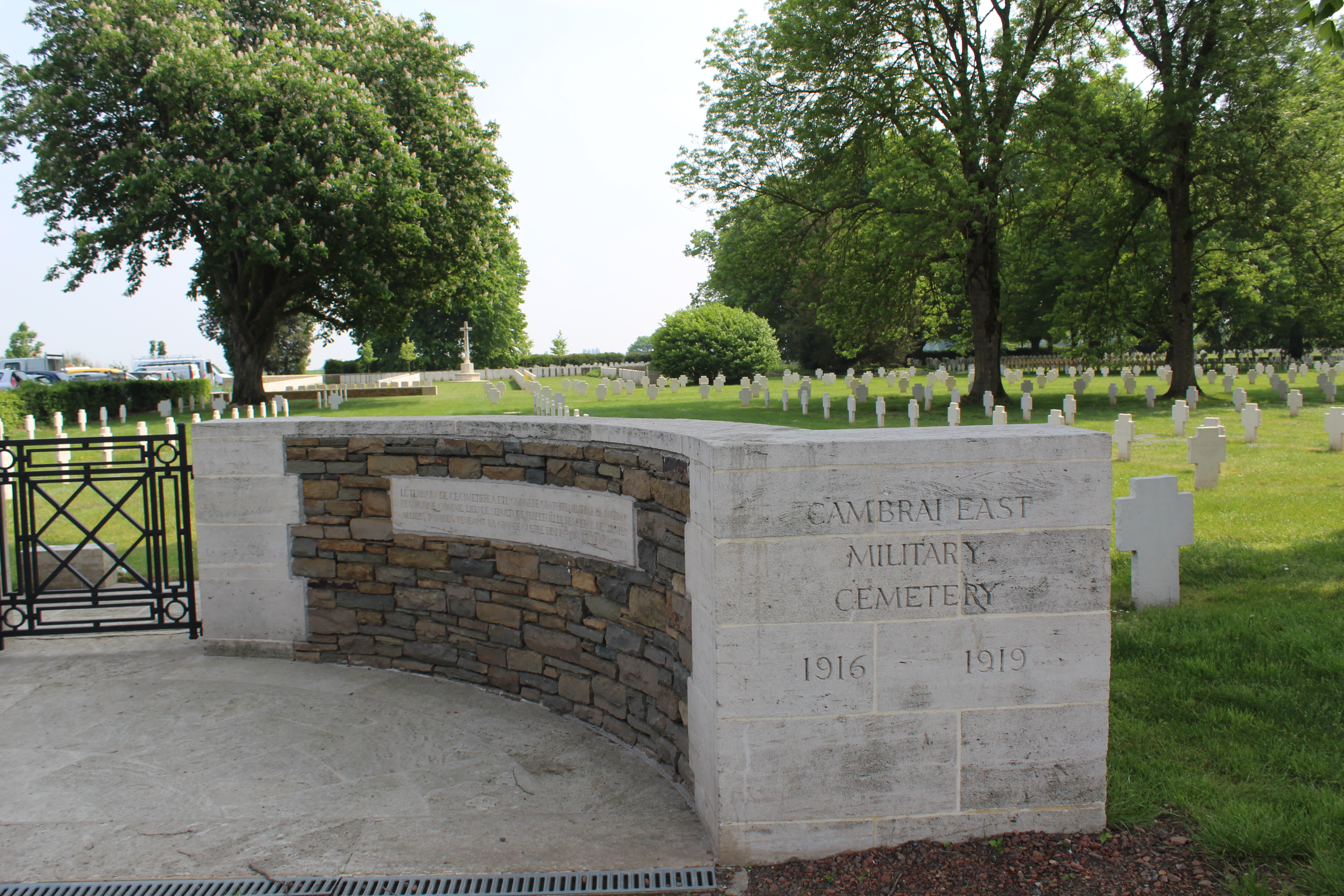
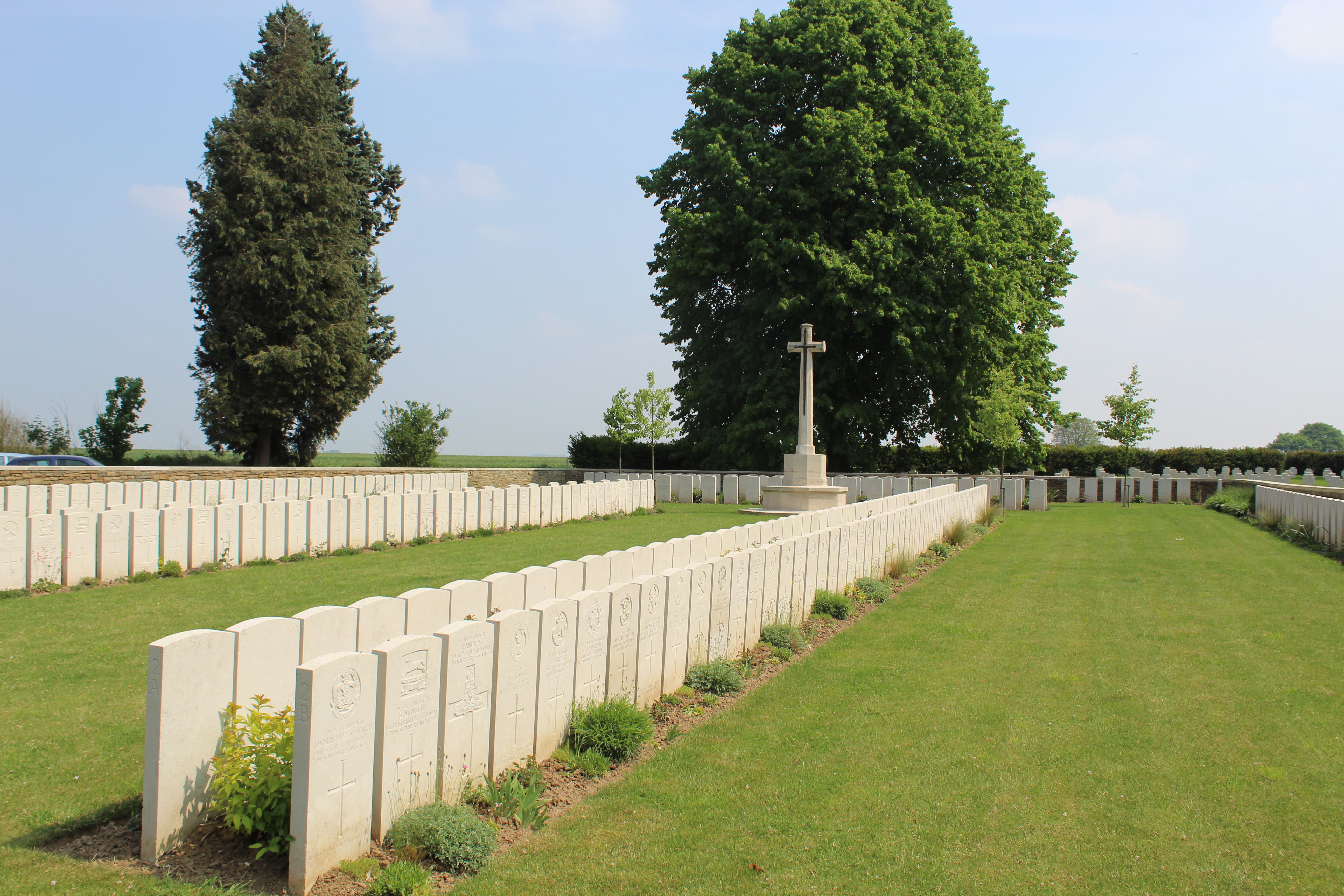
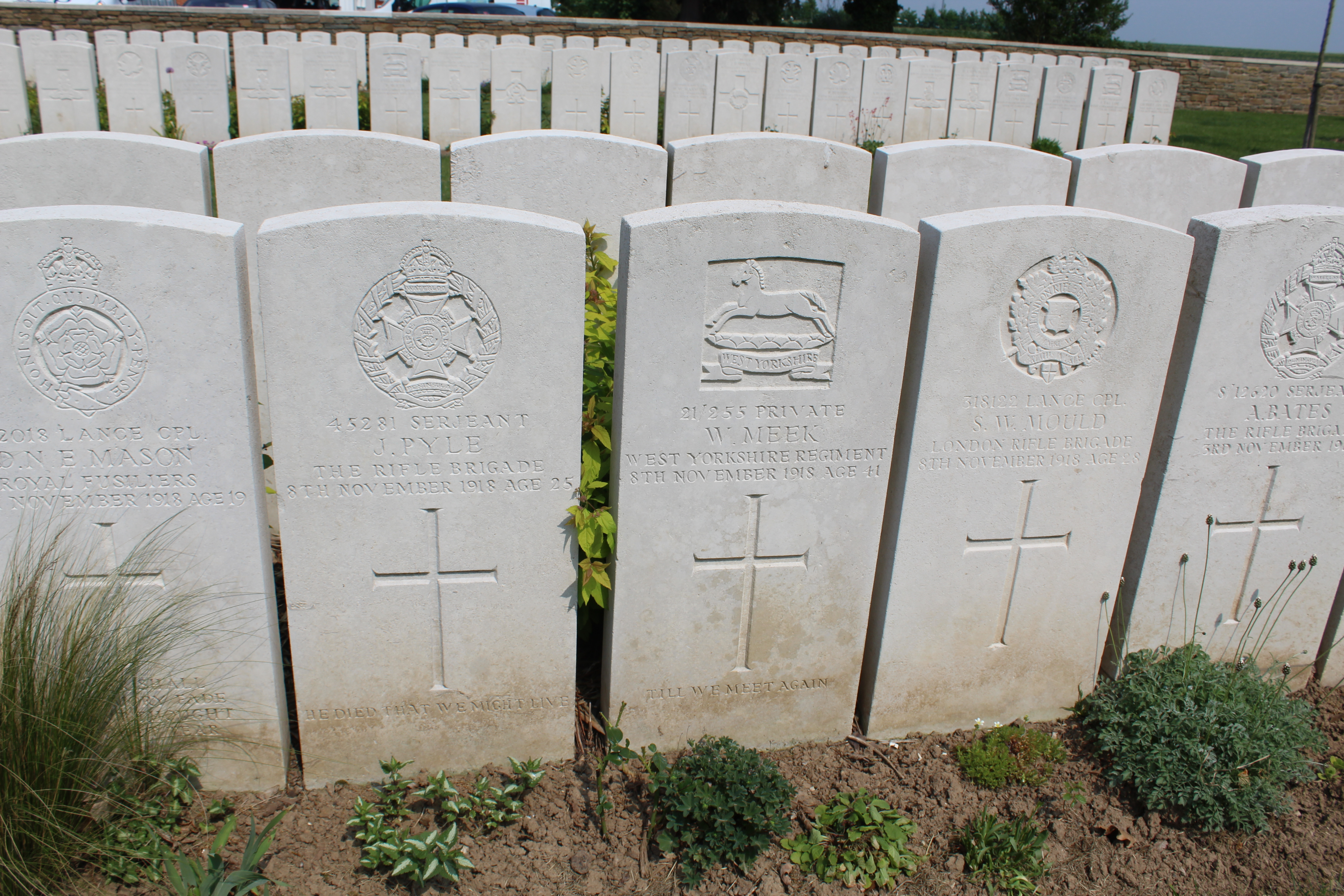

## Sépultures
| Pays             | Sépultures |
| ---------------- | ---------- |
| Royaume-Uni      | 486        |
| Canada           | 14         |
| Nouvelle-Zélande | 3          |
| Inde             | 1          |
| Allemagne        | 1          |
| Total            | 502        |